# História Mágica do Cavalo de Ébano
História Mágica do Cavalo de Ébano é um conto sobre um cavalo voador mecânico (ou seja, não é um cavalo voador vivo como Pégaso) de As Cento e Uma Noites e As Mil e Uma Noites. Constitui-se de uma história única, sem sub-histórias.   

## Resumo

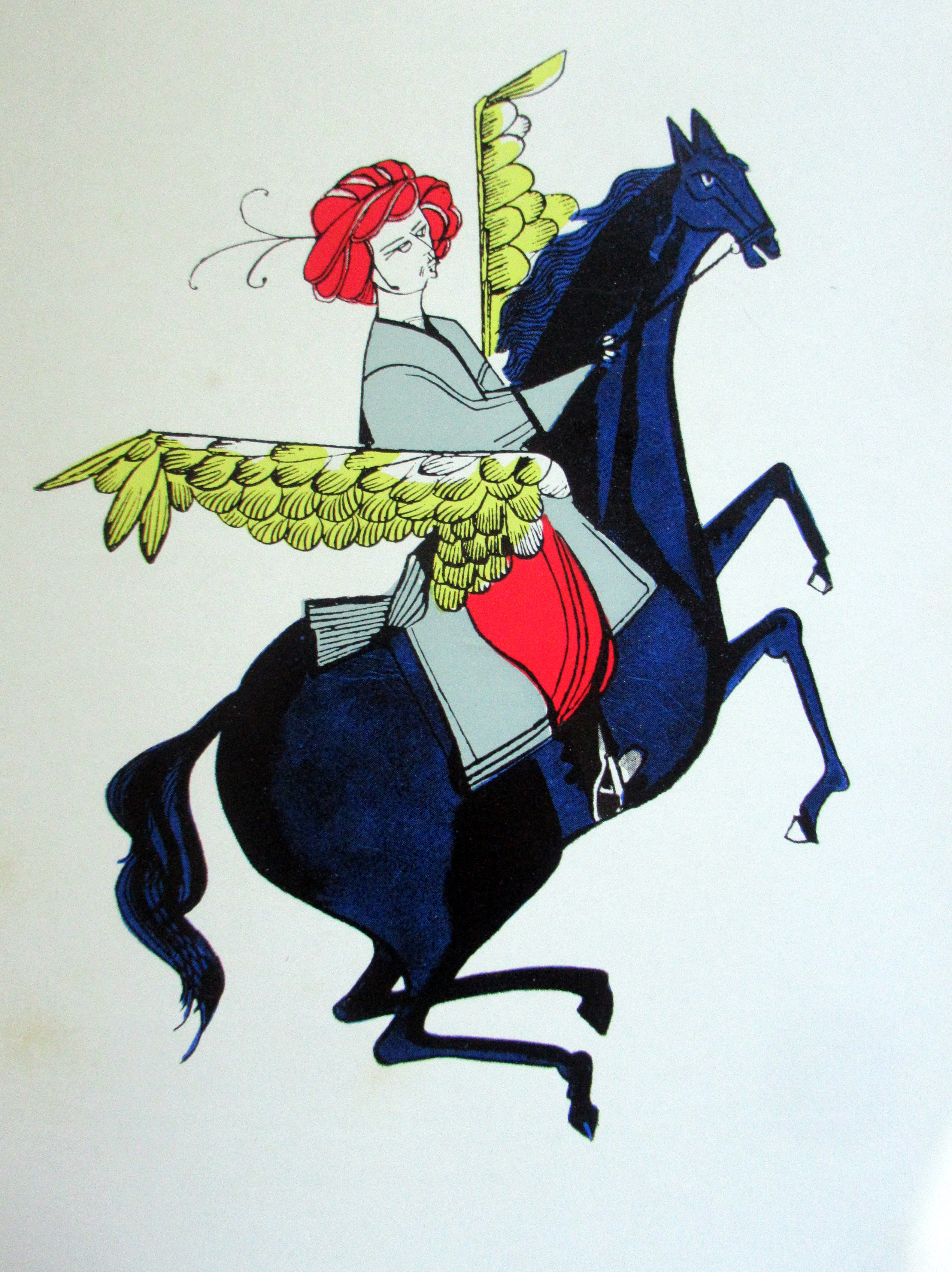
O príncipe cavalgando o cavalo voador. na "História Mágica do Cavalo de Ébano". Ilustração de Aldemir Martins para a edição de As Mil e Uma Noites de 1961 da Editora Saraiva.

Um sábio persa presenteia um cavalo de ébano capaz de voar ao rei Sabur. Em retribuição, o rei oferece a mão de uma de suas filhas, mas ela rejeita aquele homem velho e feio. Seu irmão, Kamaralakmar, defende a irmã perante o pai. O sábio, enfurecido, ao mostrar como manejar aquele cavalo, não ensina como descer. O príncipe sobe, sobe, quase chegando a tocar o sol, mas enfim ele descobre o botão de descida, aterrissa no terraço de um palácio desconhecido, onde conhece a bela princesa Chansenahar. Descoberto pelo rei, propõe-se a lutar contra ele ou contra seu exército. O rei opta pela segunda opção mas, na hora do enfrentamento, o príncipe ergue-se do campo de batalha com seu cavalo de ébano. De volta, sente saudades da princesa, e acaba retornando ao seu palácio e a trazendo para casa. Ali, o sábio persa, mediante um estratagema, sequestra a moça, levando-a para o país dos rumis (ou seja, a Grécia bizantina). Aqui o sábio é preso e a princesa enlouquece de tristeza. Enquanto isso, Kamaralakmar parte em busca do paradeiro de sua amada, até conseguir descobrir. Finge-se de um sábio “versado na arte de curar os dementes e os alienados”. Engana assim o rei e foge com Chansenahar.